# 姜明 (1966年)
姜明（1966年—），男，汉族，河南固始人，中华人民共和国企业家、政治人物，天明集团董事长，中国民主建国会会员，第十二届全国人民代表大会河南地区代表。

## 生平
毕业于中国政法大学专业。2008年当选第十一届全国人大代表。2013年当选第十二届全国人大代表。
2020年，姜明提出议案，建议将成立不足两年的初创企业排除在《劳动合同法》适用范围以外。